# 中山道ひし屋資料館
中山道ひし屋資料館（なかせんどうひしやしりょうかん）は、岐阜県恵那市にある資料展示施設である。

## 概要
中山道大井宿の有力な商家・庄屋であった古山家（屋号：菱屋）の住居を改修・復元した施設であり、2000年（平成12年）9月開館。
建物は明治初期に改築されているが、近世の大規模町屋建築の特色が残っており、1997年（平成9年）に恵那市の文化財に指定されている。この建物は明治時代には郵便取扱所や恵那郡役所掛所として使用されている。
館内の展示物は俳諧の古文書、大井宿やその周辺の村に関する資料である。
ほぼ当時のままの建物自体が展示の中心である。また、茶室借りることも可能。

## 所在地
- 岐阜県恵那市大井町60-1

## 利用案内
- 開館時間：9:00～17:00
- 休館日：毎週月曜日（月曜日が休日の場合は翌日）・祝日の翌日・年末年始（12月28日～1月3日）
- 入館料：大人200円（18歳以下無料）

## 交通アクセス
- JR中央本線 恵那駅より徒歩で約5分。